# Silver/Lead
Silver/Lead è il sedicesimo album in studio del gruppo musicale inglese Wire, pubblicato nel 2017.

## Tracce
1. Playing Harp for the Fishes – 3:44
2. Short Elevated Period – 2:54
3. Diamonds in Cups – 4:09
4. Forever & a Day – 4:07
5. An Alibi – 3:10
6. Sonic Lens – 4:31
7. This Time – 4:17
8. Brio – 3:37
9. Sleep on the Wing – 3:00
10. Silver/Lead – 2:40